# Igor Poljanskij

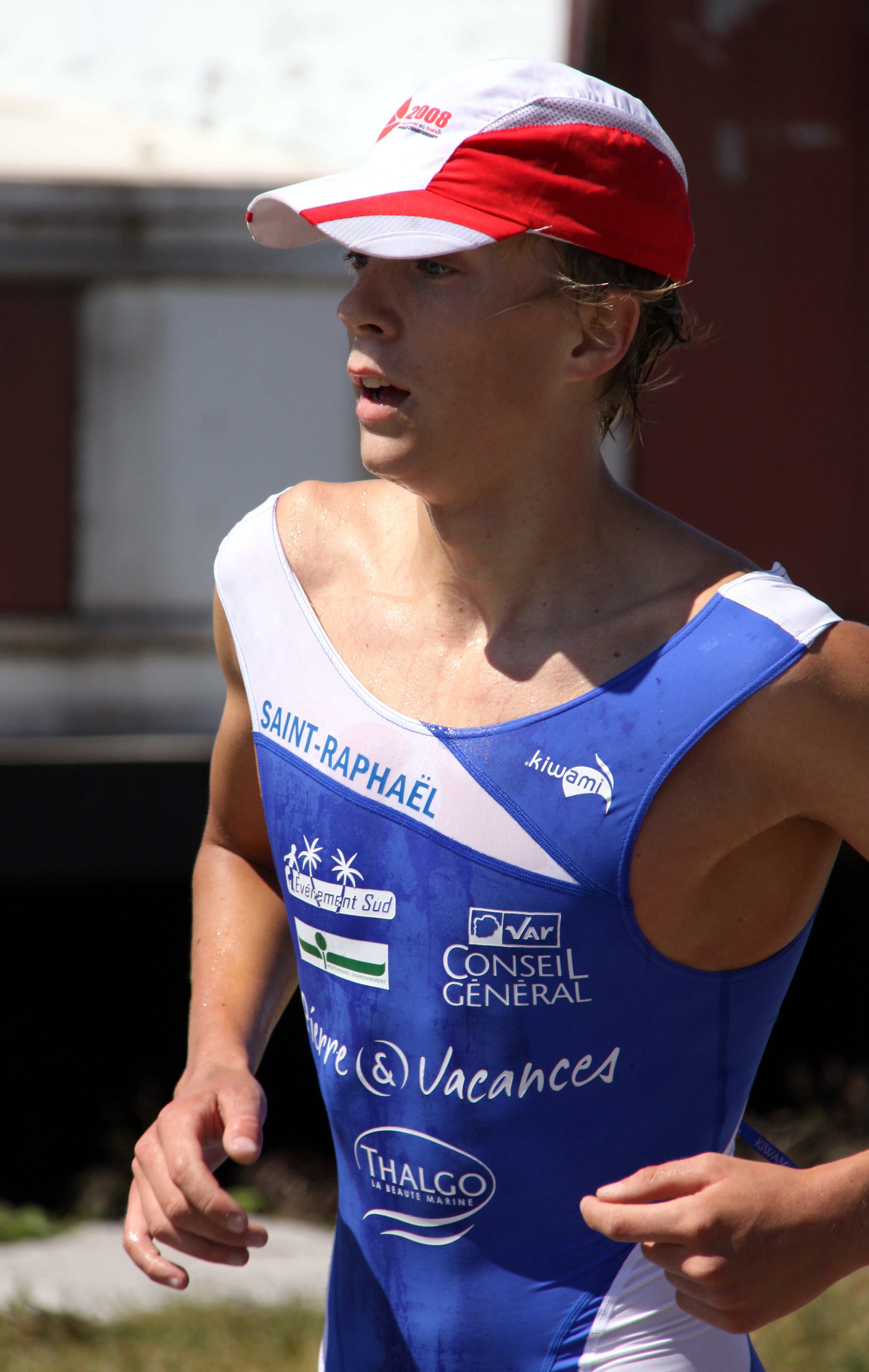
Igor Poljanskij.

Igor Andrejevitj Poljanskij (ryska: Игорь Андреевич Полянский) född 16 januari 1990 i Zjeleznogorsk, är en rysk triathlet och regelbunden medlem i Rysslands landslag.
År 2010 deltog Poljanski för första gången i den prestigefyllda triathlontävlingen Lyonnaise des Eaux där han representerade klubben Saint-Raphaël Tri. Poljanski slutade där på en 49:e plats.
Igor Poljanski är bror till triathleten Dmitrij Poljanskij.

## Tävlingar
*Baserat på ITU och ETU:s deltagarlistor.
| Datum      | Tävling                                                       | Ort        | Rank |
| ---------- | ------------------------------------------------------------- | ---------- | ---- |
| 2006-10-18 | Europacupen (Junior)                                          | Alanya     | 22   |
| 2007-10-24 | Europacupen (Junior)                                          | Alanya     | 8    |
| 2008-05-10 | Europeiska mästerskapen (Junior)                              | Lissabon   | 14   |
| 2008-06-05 | BG Världsmästerskapen (Junior)                                | Vancouver  | 8    |
| 2008-09-06 | Europacupen (Junior)                                          | Pulpí      | 6    |
| 2008-10-26 | Europacupen (Junior)                                          | Alanya     | 4    |
| 2009-07-02 | Europeiska mästerskapen (Junior)                              | Holten     | 10   |
| 2009-09-09 | Dextro Energy World Championship Series, Grand Final (Junior) | Gold Coast | 6    |
| 2009-10-10 | Asiatiska cupen (Elit)                                        | Palembang  | DNF  |
| 2009-10-17 | Premium Asiatsika cupen (Elit)                                | Hong Kong  | 13   |
| 2010-04-25 | Världscupen (Elit)                                            | Ishigaki   | 22   |
| 2010-05-30 | Afrikanska cupen (Elit)                                       | Larache    | 7    |
| 2010-06-27 | Premium Asiatiska cupen (Elit)                                | Burabay    | 3    |

### Fotnoter
1. ↑  ”Arkiverade kopian”. Arkiverad från originalet den 8 december 2011. https://web.archive.org/web/20111208205356/http://www.ftr.org.ru/sbornaya.htm. Läst 5 april 2011.
2. ↑  ”Arkiverade kopian”. Arkiverad från originalet den 27 maj 2010. https://web.archive.org/web/20100527085935/http://www.ipitos.com/de-resultats/course-132-epreuve-403. Läst 27 maj 2010.
3. ↑  http://archive.triathlon.org/zpg/zresults-ath-dtl.php?id=OTE2Mg==# Arkiverad 26 juli 2011 hämtat från the Wayback Machine.